# 와피디아

일부 휴대전화에서는 한자가 표시되지 않을 수 있다.

와피디아(영어: Wapedia)는 위키백과의 내용을 휴대전화나 PDA 같은 모바일 기기에서도 볼 수 있도록 변환된 모바일 버전의 웹사이트이다. 2004년 8월부터 서비스를 시작했고, 2013년 11월 4일에 종료했다.

## 개요
와피디아는 WML과 일반적인 XHTML 모바일 포맷을 지원해 사용자의 기기에 맞는 최적의 환경으로 볼 수 있다. 예를 들어, 모바일 기기에서 위키백과에 접속해서 문서를 보려면 작은 화면에 다 표시할 수 없을 정도로 크고 길기 때문에 Wapedia에서는 사용자의 모바일 기기의 화면에 맞게 따로 축소하여 표시하며, 빠른 속도의 검색 엔진을 제공하여 보다 빠르게 원하는 문서에 접근할 수 있게 만든다.

## 같이 보기
- 위키백과:모바일 접속
- 위키백과